# Whitewood, South Dakota
Whitewood är en ort i Lawrence County i delstaten South Dakota, USA.